# Pfadfinder (Militär)
Mit dem Begriff Pfadfinder (engl. Pathfinder) werden Führungsmaschinen von Bomberverbänden, speziell während des Zweiten Weltkriegs, bezeichnet, die über spezielle elektronische Navigationssysteme verfügten und von besonders geschulten Besatzungen geflogen wurden. Sie hatten die Aufgabe, das Ziel zu finden und für den nachfolgenden Bomberverband mit Leuchtbomben oder einfachen Brandbomben zu markieren.

## Luftwaffe der Wehrmacht
Der erste geschlossene Pfadfinderverband der deutschen Luftwaffe war die damals noch selbstständige Kampfgruppe 100, die am 14. November 1940 mit dem neuen X-Verfahren u. a. die Luftangriffe auf Coventry einleitete. Beim Unternehmen Steinbock Anfang 1944 wurde diese Aufgabe von der I. Gruppe des Kampfgeschwaders 66 übernommen.

## Royal Air Force
Beim RAF Bomber Command war seit August 1942 No. 8 Bomber Group, seit April 1944 auch die No. 5 Bomber Group auf den Einsatz als Pfadfinder spezialisiert. Die britischen Maschinen verfügten über Navigationssysteme wie GEE und Oboe, später auch über das Radargerät H2S.